# Lagoa Seca (ort)
Lagoa Seca är en ort i Brasilien.   Den ligger i kommunen Lagoa Seca och delstaten Paraíba, i den östra delen av landet, 1 600 km nordost om huvudstaden Brasília. Lagoa Seca ligger 631 meter över havet och antalet invånare är 8 103.
Terrängen runt Lagoa Seca är huvudsakligen platt, men österut är den kuperad. Lagoa Seca ligger uppe på en höjd. Runt Lagoa Seca är det mycket tätbefolkat, med 1 754 invånare per kvadratkilometer.. Närmaste större samhälle är Campina Grande, 7,3 km söder om Lagoa Seca.
Runt Lagoa Seca är det i huvudsak tätbebyggt.